# Liră venețiană

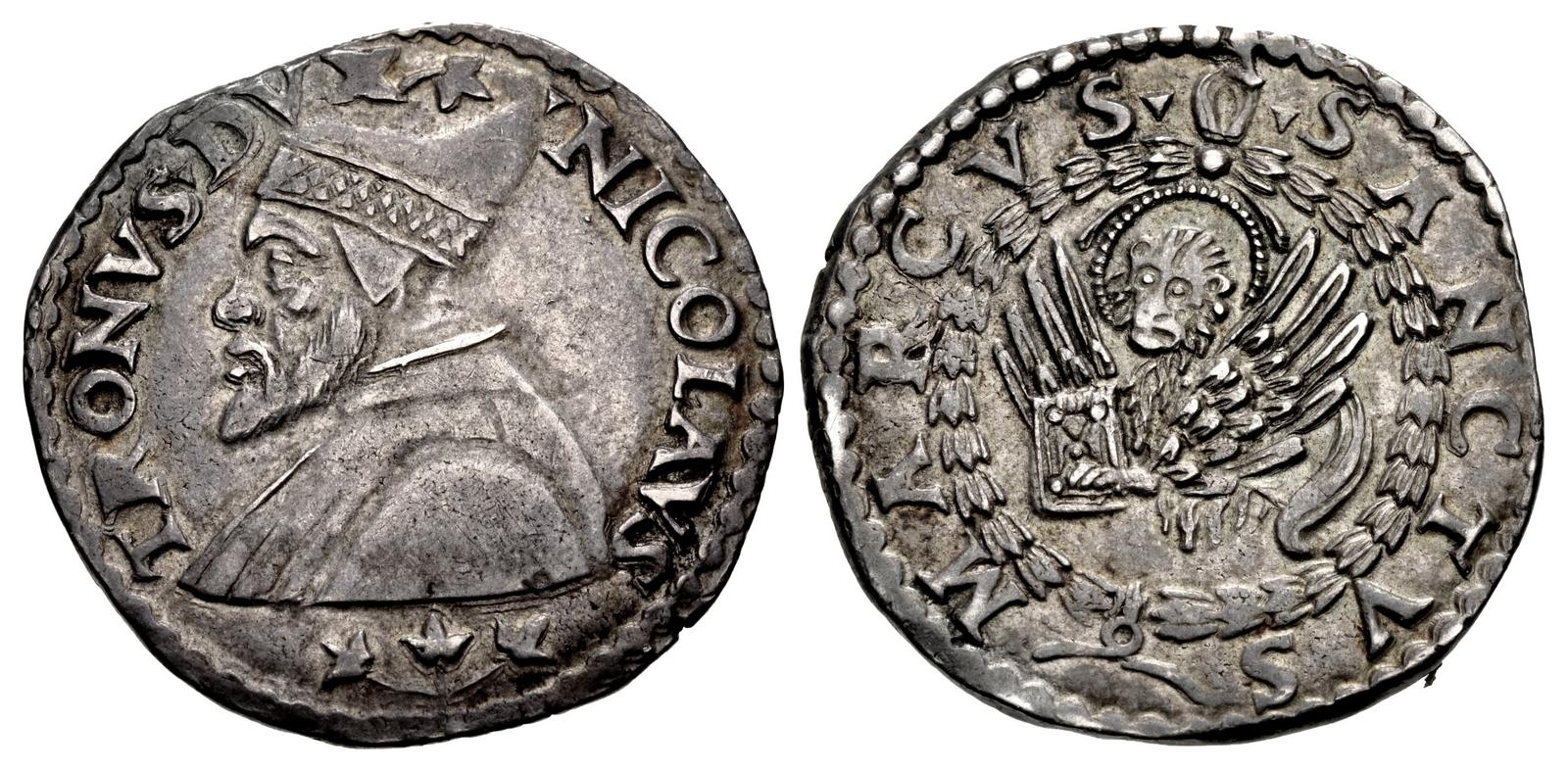
Liră venețiană cu portretul lui Nicolo Tron, doge al Veneției între 1471-1473. Pe reversul monedei se află leul înaripat, simbolul Sfântului Marcu, patronul spiritual al Veneției.

Lira (plural lire) a fost o monedă distinctă a Veneției până în anul 1807. Se subdiviza în 20 soldi, iar aceștia fiecare în câte 12 denari. Ducatul era egal cu 124 de soldi, în timp ce talerul era egal cu 7 lire. Lira italiană, introdusă sub Regatul Italiei impus de Napoleon, a înlocuit lira venețiană în 1807.

## Istorie
Cel mai vechi document care menționează lira în Veneția datează din anul 953, când lira este menționată ca „libra venetorum parvorum” sau „libra denariorum venetarum”.

## Monede
În secolul al XVIII-lea, un număr mare de monede de valori diferite au fost în circulație. Au fost bătute monede de 6 și 12 dinari. Printre valorile monetare de argint au fost cele de 5, 10, 15 și 30 soldi, ⅛, ¼, ½ și 1 ducat, precum și de ⅛, ¼, ½ și 1 taler; Monede de aur au fost cele de ¼, ½ și 1 ducat, 1 dublu și 4, 5, 6, 8, 9, 10, 12, 18, 20, 24, 25, 30, 40, 50, 55, 60, 100 și 105 țechini.
Guvernul provizoriu a emis monede de argint de 10 lire în 1797. Acestea au fost urmate, în timpul ocupației austriece de cele de ½, 1, 1 ½ și 2 lire de argint și de 1 țechin de aur, emis între 1800 și 1802.